# غار باستانی اسطل خوار
غار باستانی اسطل خوار مربوط به هزاره اول قبل از میلاد است و در شهرستان رضوانشهر، بخش مرکزی ،  دهستان خوشابر ، روستای اسطل خوار واقع شده و این اثر در تاریخ ۱۹ مرداد ۱۳۸۴ با شمارهٔ ثبت ۱۲۸۳۹ به‌عنوان یکی از آثار ملی ایران به ثبت رسیده است.